# ФК Бачка Пачир
ФК Бачка је фудбалски клуб из Пачира. Основан је 1928. године, а тренутно наступа у ПФЛ Суботица, петом рангу фудбалског такмичења.

## Историја
Две године након оснивања Пачирски Спортски Клуб се у сезони 1930/31. укључује у II разред Суботичког ногометног подсавеза и у конкуренцији седам клубова пачирци на крају првенства завршавају као другопласирана екипа (са скором од осам победа и четири пораза, гол разлика 31:16), шест бодова мање од Безданског Спорстког Удружења (22 бода). Већ наредне године Пачирски Спортски Клуб и Староморавички Атлетски Клуб се фузионишу и новом клубу дају име Криваја са седиштем у Старој Моравици.
Овом фузијом такмичарски фудбал у Пачиру престао је да се игра. Борба за бодове, у овом месту општине Бачка Топола поново се почела играти али тек након Другог светског рата.
Након освајања првог места у ПФЛ Суботица у сезони 2008/09. фудбалски клуб Бачка из Пачира по први пут је забележила пласман у четврти ранг фудбалског такмичења, у коме је остала наредне три сезоне. У трећој сезони ВФЛ Исток, као тринаестопласирани клуб на табели, пачирци су се вратили у Подручје. У повратничкој сезони ПФЛ Суботице (2012/13.), пачирска Бачка је као трећепласирани тим изборила поново повратак у друштво четворолигаша, у коме ће наступати наредних девет сезона (од 2013. до 2022. године), након чега ће уследети испадање у нижи пети ранг.
За укупно дванаест сезона колико је Бачка провела у четвртом рангу, најбољи успех клуба на крају такмичења, било је заузимање седмог места у три наврата.